# Château de Toury
Le château de Toury est un édifice situé à Neuvy, en France.

## Localisation
Le château est situé sur le territoire de la commune de Neuvy, dans le département de l'Allier, en  région Auvergne-Rhône-Alpes.

## Historique
Dès le début du XIIIe siècle, Toury est considéré comme un château fort et l'une des quatre principales baronnies du Bourbonnais. Anne de Beaujeu a été propriétaire des lieux. C'est dans cette demeure que Jean de Meung a composé une partie du Roman de la Rose,.